# Tiengaatssleutel

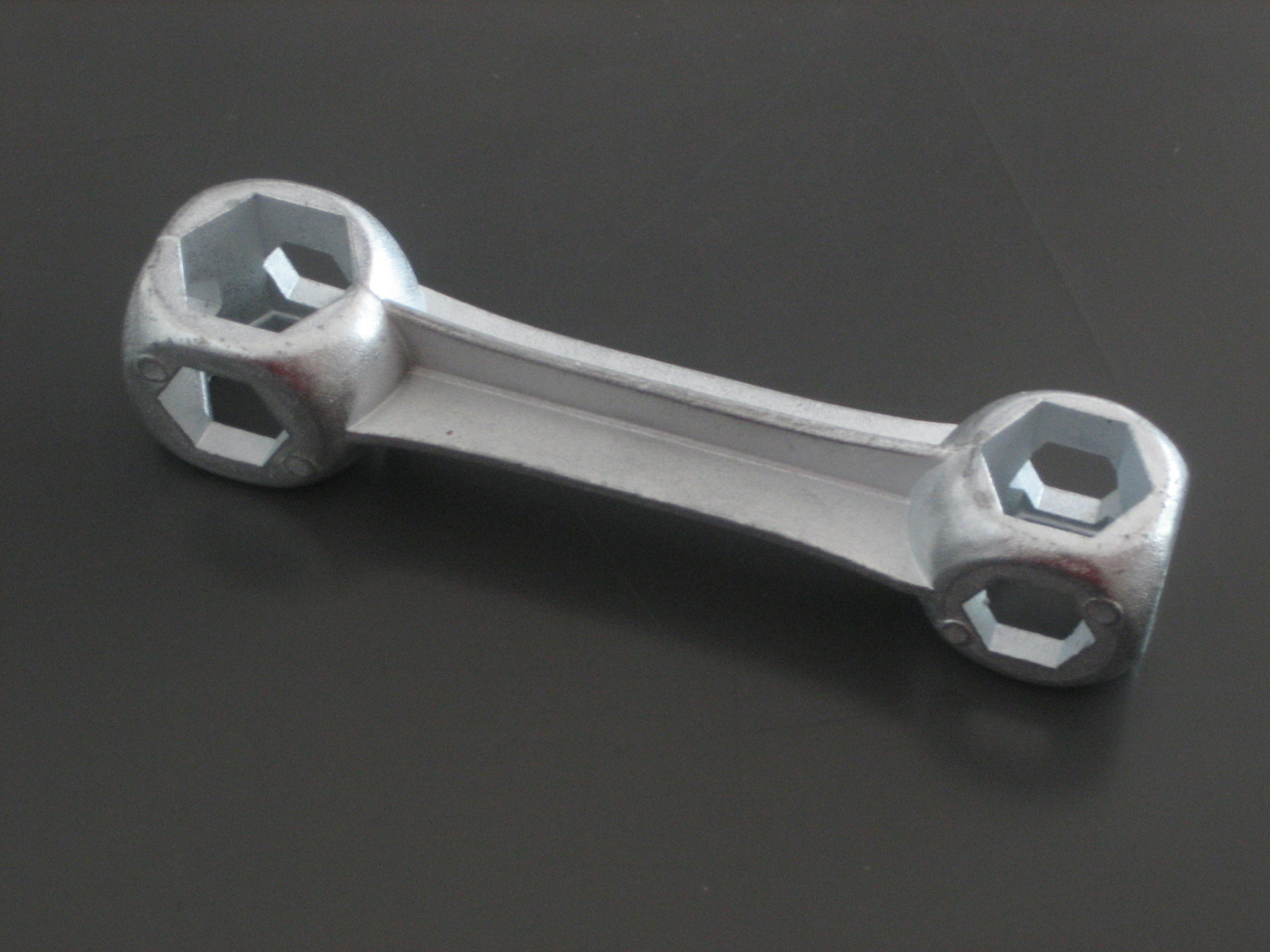
Tiengaatssleutel

Een tiengaatssleutel is een stuk gereedschap dat gebruikt wordt voor het los- en vastdraaien van moeren en bouten.
De tiengaatssleutel lijkt op een ringsleutel, hij past echter op tien verschillende moeren of bouten. Gebruikelijk zijn de maten 6 mm - 15 mm. Zijn veelzijdige toepasbaarheid en bescheiden afmeting, maken de sleutel bij uitstek geschikt als gereedschap in het gereedschapstasje van fietsers. Nadeel van de tiengaatssleutel (ten opzichte van de ringsleutel) is de geringe hefboomfunctie vanwege de korte lengte.
Zoals de foto laat zien bevinden zich aan beide uiteinden van de sleutel vierkante koppen met in elke zijde van de kop een 'gat'. Het oorspronkelijke model beperkte zich tot deze twee keer vier = 8 gaten en werd daarom achtgaatssleutel genoemd. De toevoeging van twee extra gaten aan de kopse kanten van de sleutel geeft dan een tiengaatssleutel, al bleef een groot aantal van de gebruikers, onafhankelijk van het aantal gaten, over een achtgaatssleutel spreken. Verder zijn er onder meer varianten met een hamerachtig uiteinde.
bougiesleutel · dopsleutel · Engelse sleutel · inbussleutel · kruissleutel · momentsleutel · passchroefsleutel · pijpsleutel · ringsleutel · slagsleutel · steeksleutel · tiengaatssleutel · torxsleutel